# Milorad Milutinović
Milorad Milutinović (szerb cirill betűkkel  Mилopaд Mилутинoвић; Bajina Bašta, 1935. március 10. – La Chaux-de-Fonds, 2015. július 12.) szerb edző, korábbi labdarúgó. Testvérei: Miloš Milutinović szintén korábbi válogatott labdarúgó és Bora Milutinović ismert labdarúgóedző.
A jugoszláv válogatott tagjaként részt vett az 1958-as világbajnokságon.

## Sikerei, díjai
Partizan Beograd
- Jugoszláv bajnok (3): 1960–61, 1961–62, 1962–63
- Jugoszláv kupa (2): 1953–54, 1956–57